# Václav Luňáček
Václav Luňáček (31. srpna 1867 Police nad Metují – 14. října 1948 tamtéž), byl český malíř, mykologický ilustrátor a spisovatel.

## Život

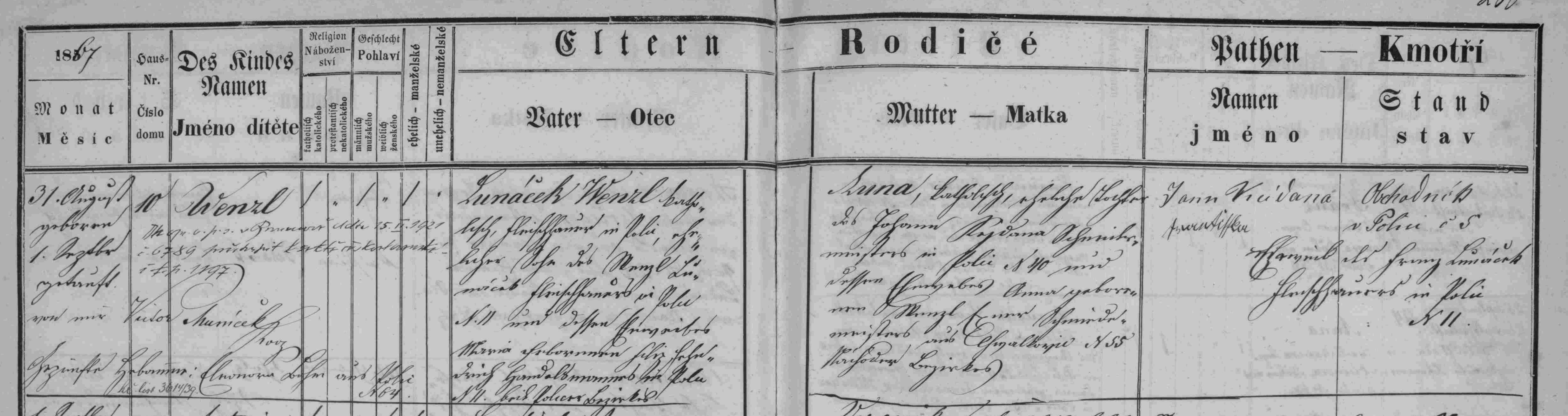
Matriční zápis o narození a křtu Václava Luňáčka

Narodil se v Polici nad Metují v rodině řezníka a městského radního Václava Luňáčka. Školní vzdělání absolvoval zprvu v Polici, dál pokračoval ve vzdělání v Broumově a následně jeho otec rozhodl, aby se vyučil kupectví. Jeho strýc byl majitelem velkoobchodu s osivem v pruské Vratislavi a u něj se mladý Václav začal připravovat na svou budoucí životní dráhu obchodníka. Se svou životní perspektivou však příliš nadšen nebyl. Již od školních let projevoval neobyčejné výtvarné nadání a tak v něm nakonec zvítězila touha jít za svou zálibou a věnovat se zcela malířství. Proti otcově vůli odjel do Mnichova a v roce 1885 nastoupil na mnichovskou malířskou akademii k řádnému studiu. Během studií, které ukončil roku 1889, se seznámil s více členy spolku českých výtvarníků "Škréta", zvláště pak s Alfonsem Muchou. Mladý absolvent mnichovské akademie se po úspěšných studiích vrátil do Čech, maloval krajiny v okolí Prahy a pak se vrátil do rodné Police, kde se usadil natrvalo. Zde se mimo jiné intenzívně zabýval mykologií, toulal se lesy na policku a broumovsku a ze svých výprav si nosil houby, které rád maloval. Následně se spojil s učitelem Janem Bezděkem a spolu začali roku 1901 vydávat dílo "Atlas hub jedlých a jim podobných jedovatých". Bylo to první české dílo tohoto druhu, které však nenašlo v tehdejší době u nás pochopení a podporu a tak se oba dva umělci rozhodli vydávat je po sešitech na vlastní náklady. Později francouzi odkoupili celé toto dílo a malíř Luňáček daroval svých 90 originálů Národnímu muzeu v Praze. V Polici vystavoval roku 1897 a 1918, častěji vystavoval však svá díla v Praze, ale i v cizině (například v Německu). Akademický malíř Václav Luňáček se věnoval převážně krajinomalbě svého rodného kraje, namaloval množství obrazů různých formátů technikou v oleji, akvarelu i pastelu. Začátkem měsíce října roku 1948 byl Václav Luňáček převezen do polické nemocnice, kde 14. října 1948 zemřel.
Literární tvorba mistra Luňáčka se skládala ponejvíce z veselých povídek a humoresek. Za jeho života vyšla v roce 1927 nakladatelem a knihkupcem Josefem Nývltem v Kralupech nad Vltavou kniha "Quodlibet" a v rukopisech se dochoval ještě jeho román „Lásky ideál a klam" a další sbírka povídek „Veselé historky". Na motiv jedné z jeho povídek ("Kníže pán na výletu") ze sbírky humoresek "Quodlibet" napsal libreto k operetě "Na Hvězdě" knihař Antonín Krtička - Polický.
Václav Luňáček měl sestru Marii, provdanou v Praze za výrobce hasičských stříkaček továrníka Raimunda Smekala, u které býval občas hostem v moravské obci Čechy pod Kosířem.

## Galerie

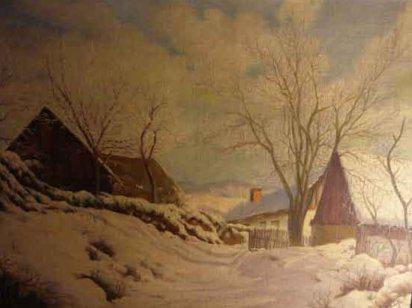
Zimní krajina
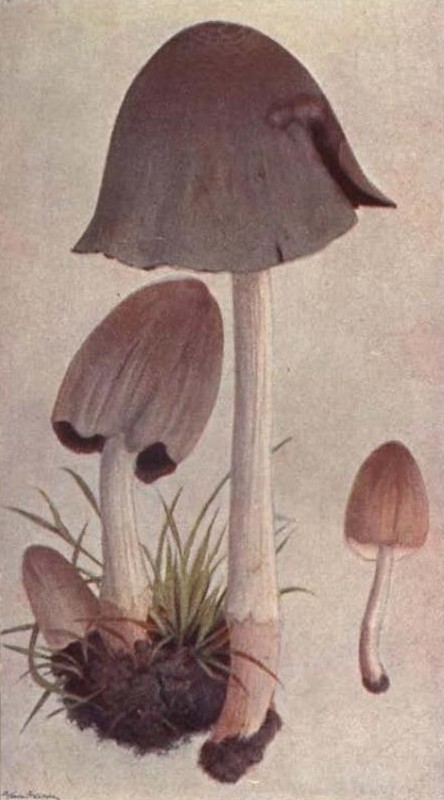
Hnojník inkoustový (ilustrace s knihy Atlas hub jedlých a jedovatých)
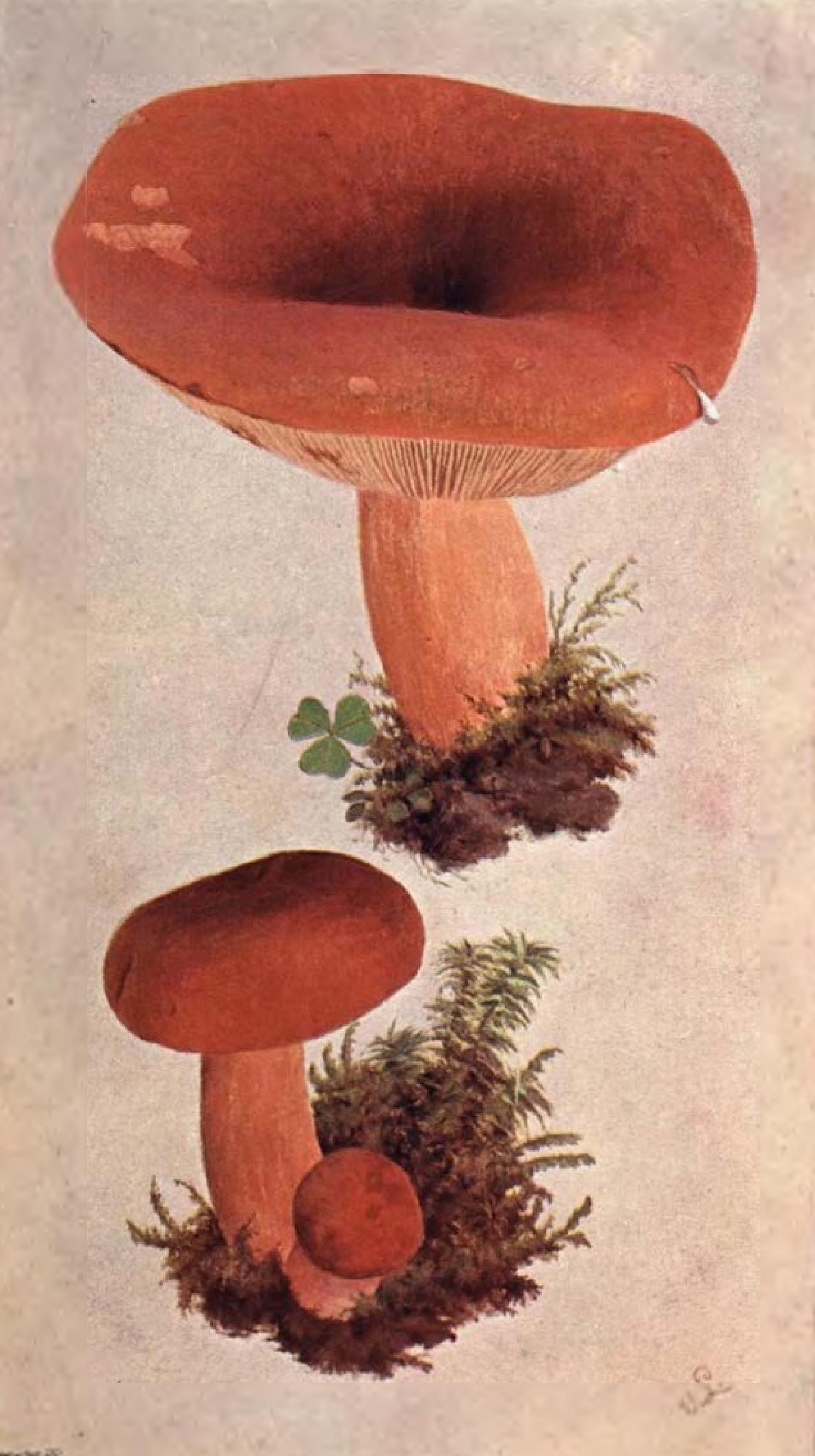
Syrovinka (ilustrace s knihy Atlas hub jedlých a jedovatých)
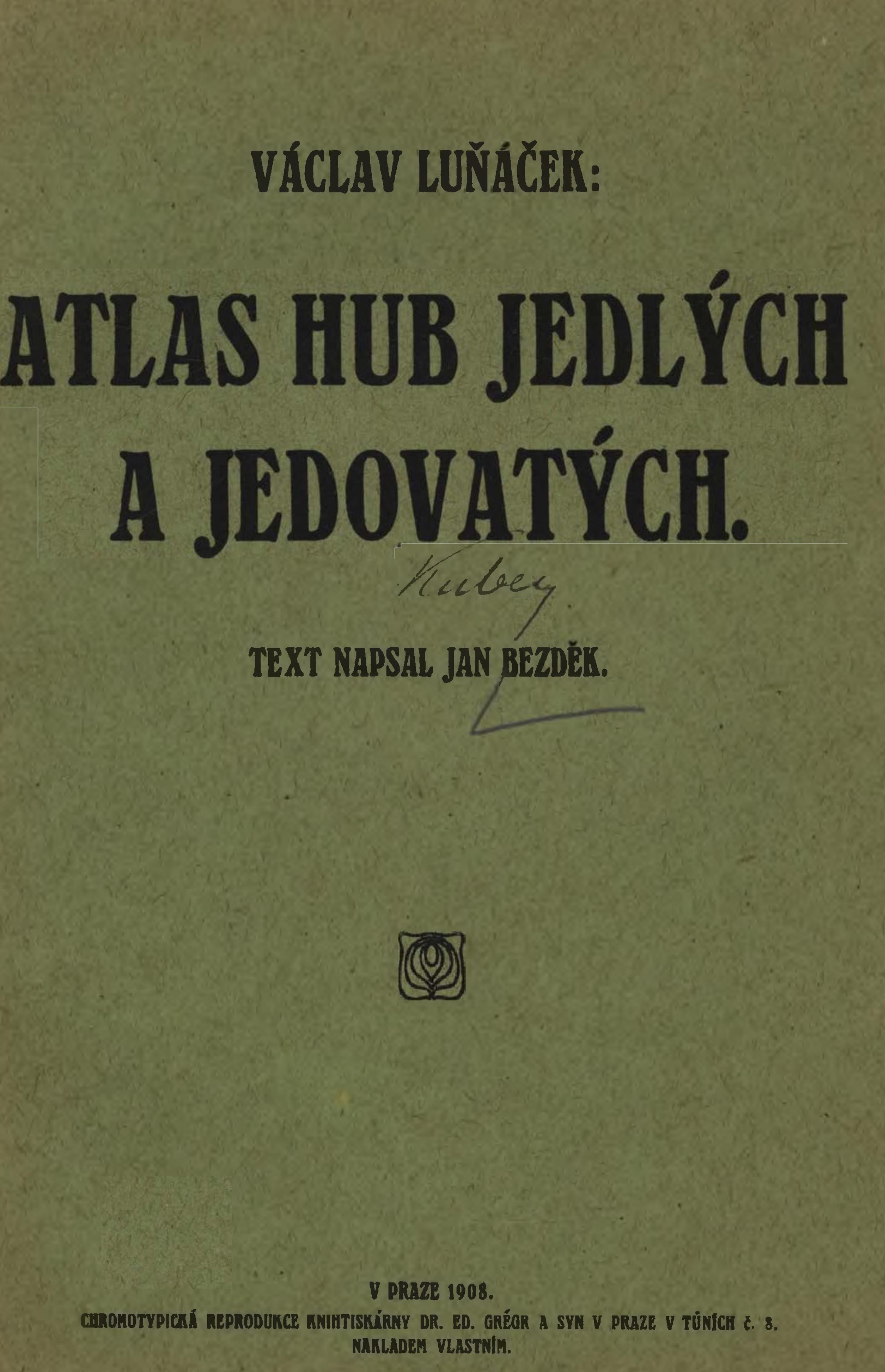
Předsádka knihy Václava Luňáčka - Atlas hub jedlých a jedovatých, vydaná v Praze 1908